# Bohyně odplaty
Bohyně odplaty (2010, Nemesis) je historický detektivní román anglické spisovatelky Lindsey Davisové. Jde o poslední dvacátý díl dvacetidílné knižní série, odehrávající se v antickém Římě za vlády císaře Vespasiana. Jejím hlavním hrdinou je soukromý informátor (vlastně soukromý detektiv) Marcus Didius Falco, který je také vypravěčem románu.

## Obsah románu
Román se odehrává v létě roku 77 v Římě a v Latiu. Falconovi zemřou v jeden den dva blízcí členové jeho rodiny. Nejprve zemře jeho právě narozený syn a pak i Falconův otec Geminus, obchodník se starožitnostmi. Ten jej ustanovil svým dědicem a odkázal mu značné bohatství. Při kontrole účtů Falco zjistí, že jeden z dluhů jeho otce není uhrazen, protože otcův dodavatel soch na prodej Modestus záhadně zmizel. Rozhodne se proto se svým dlouholetým přítelem Petroniem, velitelem hlídky vigilů (vlastně římské policie) věc vyšetřit, aby trochu utlumil smutek ze smrti svých blízkých. Při vyšetřování zjistí, že hlavními podezřelými jsou čtyři bratří Claudiovci z Pádských bažin, suroví primitivové, jejichž rodiče byli císařští propuštěnci. Mají proto konexe na nejvyšších místech u dvora, všichni se jich bojí a jejich řádění nikdo netrestá.
Když je na silnici vedoucí do Říma nalezena zohavená mrtvola muže, který byl před smrtí mučen, Falco brzy zjistí, že jde o Modesta. V tom se do případu vloží Falconův nepřítel, vrchní císařský špeh Anacrites, s tím, že případ přebírá a Falconovi a Petroniovi zakáže ve vyšetřování pokračovat. Ti se však nenechají zastrašit a v pátrání pokračují, zvláště když se objevují další zavraždění lidé. Do popředí děje se také dostává Falconova dospívající adoptovaná dcera Albia, která se též zapojí do pátrání a snaží se osamostatnit (což je obsahem navazující spisovatelčiny románové série Flavia Albia).
Claudiovci jsou nakonec usvědčeni z mnoha vražd. Zjistí se navíc, že mají ještě pátého bratra, kterým je právě Anacrites. Když po něm jeho bratři požadují, aby vyšetřování zmanipuloval, cítí se ohrožený, postaví se proti nim a zajistí, že jsou odhaleni. Ve Falconově a Petroniově rodině a v rodině Helenina otce, senátora Decima Camilla Vera, však Anacrites vzbudí velké obavy z toho, jak jim může v budoucnu škodit. Falco prohlásí, že na něho bohové pošlou bohyni odplaty a osudové msty Nemesis a s Petroniem se o to postarají.

## Česká vydání
- Bohyně odplaty (Praha: BB/art 2012), přeložila Petra Andělová.